# Brigitte Reimann
Brigitte Reimann (ur. 21 lipca 1933 w Burg, zm. 22 lutego 1973 w Berlinie Wschodnim) – niemiecka pisarka.
Swoją pierwszą amatorską sztukę napisała w wieku piętnastu lat. W 1950 zdobyła pierwszą nagrodę w amatorskim konkursie dramatycznym zorganizowanym przez berliński teatr Volksbühne. Po maturze pracowała jako nauczycielka, księgarz i reporterka. Po poronieniu w 1954 próbowała popełnić samobójstwo. W 1960 rozpoczęła pracę w kopalni węgla kamiennego Schwarze Pumpe, gdzie wraz z drugim mężem Siegfriedem Pitschmannem kierowała kołem pisarzy pracujących. W 1965 otrzymała nagrodę Heinrich Mann Prize. W 1968 odmówiła podpisania deklaracji Związku Pisarzy Wschodnioniemieckich popierającej interwencję wojsk Układu Warszawskiego w Czechosłowacji. Miała czterech mężów:
- Güntera Domnika (1953-1958)
- Siegfrieda Pitschmanna (1959-1964)
- Jona K. (1964-1970)
- Rudolfa Burgartza (od 1971)[1].

Zmarła na raka w wieku 39 lat

## Dzieła
- Katja. Eine Liebesgeschichte aus unseren Tagen (1953)
- Der Legionär (1955)
- Zwei schreiben eine Geschichte (1955)
- Die Frau am Pranger (1956)
- Die Kinder von Hellas (1956)
- Das Geständnis (1960)
- Ein Mann steht vor der Tür (1960)
- Ankunft im Alltag (1961)
- Sieben Scheffel Salz (1961)
- Im Kombinat (1963)
- Die Geschwister (1963)
- Das grüne Licht der Steppen (1965)
- Sonntag, den ... (1970)
- Franziska Linkerhand (nieukończona powieść, 1974, wyd. pol. Franciszka Linkerhand, 1979)
- Das Mädchen auf der Lotosblume (nieukończona powieść, 2005)